# João Schwalbach
João Schwalbach (Trier, 22 de março de 1774 — Santo André, Estremoz, 25 de maio de 1847), nascido Johann Schwalbach, primeiro e único barão e visconde de Setúbal, mais conhecido por General Schwalbach, foi um militar do Exército Português que se destacou nas forças liberais durante as lutas liberais e na Revolta da Maria da Fonte.

## Biografia
Filho de Peter Daniel Schwalbach e de sua mulher Maria Magdalene Kremer, naturais de Trier, casou com Antónia de Morais e Castro (1790-?), filha de Manuel Pinto Saraiva e de Ana Isabel de Morais e Castro, de quem teve quatro filhos: João Pedro (1817-1878), António (1826-1863), Maria Clara (1830-?) e Fernando Augusto (1837-1905). Foi avô materno de Eduardo Schwalbach Lucci, jornalista, dramaturgo e escritor.
Foi feito barão por decreto de 23 de setembro de 1835 e visconde por decreto de 13 de outubro de 1843, ambos por decreto da rainha D. Maria II.
Faleceu aos 73 anos de idade, na freguesia de Santo André, em Estremoz, sendo sepultado no extinto cemitério comum da Misericórdia, adjacente à antiga Igreja da Misericórdia, ao contrário do que, erroneamente se diz, que falecera com 100 anos.
Tem uma rua em seu nome na freguesia de Cova da Piedade, do concelho de Almada.